# Robert Mayers Modell des Blutkreislaufs

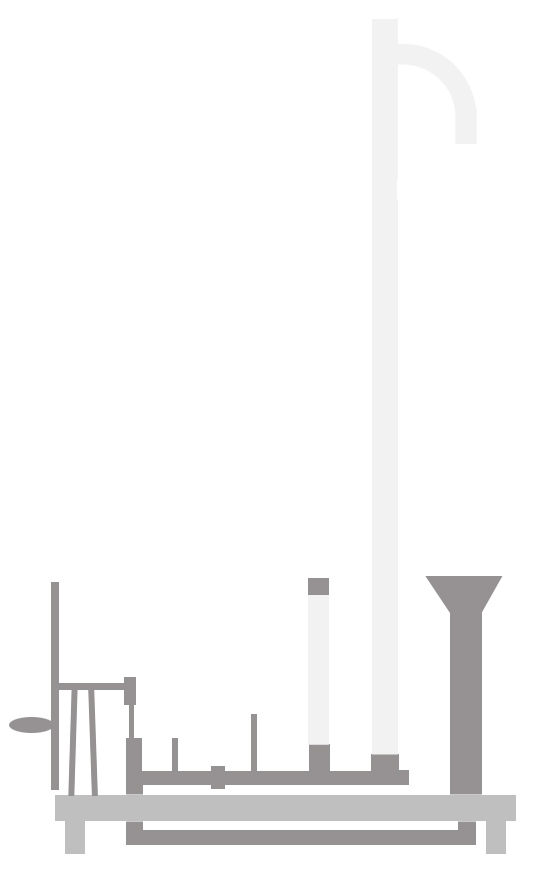
Schematische Darstellung des Hämodynamischen Modells von Robert Mayer

Julius Robert von Mayer konstruierte um 1850 ein Modell des Blutkreislaufs (hämodynamisches Modell). Es ist wohl das „erste brauchbare medizinische Modell […] mit welchem die Funktion des menschlichen Blutkreislaufs eine exakte Darstellung gefunden hat“.  Mayers medizinische Erkenntnisse blieben zu seinen Lebzeiten völlig verkannt, während seine physikalischen Leistungen zumindest noch in seinen späten Jahren gewürdigt wurden.
Das Modell besteht aus einer handbetriebenen Kolbenpumpe, einem System von Rohren, Ventilklappen, und Manometern. Es veranschaulicht die Druck- und Strömungsschwankungen in der linken Herzkammer und der Hauptschlagader während der Herzaktion. Eine Aortenklappeninsuffizienz kann dabei demonstriert werden. Die Windkesselfunktion der Hauptschlagader soll das hämodynamische Modell ebenfalls, als erstes Modell überhaupt zeigen. Nach anderer Auffassung könnte das Modell das mechanische Wärmeäquivalent veranschaulichen.
Mayers originales Modell befindet sich heute im Haus der Stadtgeschichte in Heilbronn.